# Martin Severýn
Martin Severýn (* 25. listopadu 1985, Jilemnice) je český herec a překladatel ze švédštiny.

## Život
Po maturitě na Gymnáziu Jana Nerudy vystudoval činoherní herectví na DAMU a historii a švédskou filologii na Karlově univerzitě. Studium herectví absolvoval ve školním divadle DISK rolemi Sonderse a Drožkáře (Tom Stoppard: Na flámu recenze), Orlíka (V. Nezval/M. Samec: Svět kolem ní), Toma (M. von Mayenburg: Turista) a Daniela Bosoly (John Webster: Vévodkyně z Amalfi recenze, příp. kulturní časopis A2, artefakty – 5/2009).
V roce 2009 založil spolu se Šimonem Dominikem, Pavlem Krylem, Ondřejem Novákem a Karlem Čapkem Divadlo NaHraně. V inscenaci Slyšet hlasy ztvárnil hlavní roli Raye, mladíka trpícího schizofrenií. K autorskému představení Hrabě 2.15: Bez dechu zhudebnil několik básní Václava Hraběte.
Na jaře 2010 účinkoval ve Švédsku v uppsalském Regina Teater v muzikálu na motivy Shakespearova Večera tříkrálového (Trettondagsafton, premiéra květen 2010).
Od roku 2015 působil jako tajemník pro kulturu na švédském velvyslanectví v Praze. Překládá drama a beletrii ze švédštiny.

## Divadlo (výběr)

### Divadlo DISK
- T. Stoppard: Na Flámu (Sonders/Drožkář)
- V. Nezval/M. Samec: Svět kolem ní (Orlík)
- M. von Mayenburg: Turista (Tom)
- J. Webster: Vévodkyně z Amalfi (Daniel Bosola)

### Divadlo NaHraně
- J. Penhall: Slyšet hlasy (Ray)
- T. Stoppard: Pravý inspektor Hound (Magnus Muldoon)
- J. Orton: Lup (Truscott)
- Tereza Karpianus & kol.: Hrabě 2.15: Bez dechu
- Michel Faber, Jiří Bulis: Neskonalá

## Překlady ze švédštiny (výběr)[3]
- Lars Norén: O lásce (Divadelní hra, 2015)
- Jens Lapidus: Pouze pro VIP (Kniha Zlín, 2015), Stockholm Delete (2017), Top Dog (2018)
- Tom Malmquist: V každém okamžiku jsme pořád ještě naživu (XYZ, 2018)
- Inti Chavez Perez: Respekt (Paseka, 2019)
- Patrik Svensson: Tajný život úhořů (Kniha Zlín, 2020)